# Яремчук Микола Михайлович
Яремчук Микола Михайлович — педагог, спортсмен, Заслужений вчитель України, лауреат педагогічної премії імені Богдана Ступарика, є засновником компаній: "Автотранспортна акціонерна співдружність "СЛАВУТИЧ", "ФРАНКО БРУК".

## Життєпис
Народився 15 грудня 1948 року в селі Тюдів Косівського району Івано-Франківської області.
У 1959 році почав навчання у Тюдівській восьмирічній школі, а в 1966 році закінчив Вижницьку середню школу Чернівецької області.
У 1966 році Микола Яремчук влаштувався на роботу в Івано-Франківському відділі Львівської залізниці, де працював до 1973 року. У 1969 році вступив на навчання до Івано-Франківського інституту нафти і газу, де провчився три курси, а у 1973 році вступив до технікуму фізичної культури в обласному центрі.
У 1975 році вступив до Львівського інституту фізичної культури, який закінчив у 1980 році.
Понад десять років Микола Яремчук входив до складу збірної команди області з легкої атлетики.

## Педагогічна діяльність
- 1975–1989 року учитель фізичної культури в Івано-Франківській спеціалізованій школі № 1
- 1989–1994 року учитель фізичної культури у НВК «Школа-ліцей № 23»
- Із 1994 — учитель фізичної культури в Українській гімназії № 1.

## Перемоги
- Неодноразовий чемпіон міста Івано-Франківськ та Івано-Франківської області
- Чемпіон та призер України з бігу на 60, 100, 200 м та 110 м з бар'єрами
- Чемпіон України з багатоборства комплексу ГПО
- Найкращий учитель фізичної культури міста Івано-Франківськ (1998), нагороджений призом «Ніка-98»

## Нагороди
- Лауреат педагогічної премії імені Богдана Ступарика (2011)
- Звання «заслужений учитель України» (2016)